# Pareophora pruni
Pareophora pruni is een vliesvleugelig insect uit de familie van de bladwespen (Tenthredinidae). De wetenschappelijke naam is gepubliceerd in 1758 door Linnaeus in de tiende editie van Systema naturae. 